# Ara macao macao
La guacamayo rojo sudamericano, (Ara macao macao), también llamada comúnmente guacamayo bandera, lapa colorada o lapa roja , es una de las subespecies en que se divide la especie Ara macao, un ave grande y colorida, perteneciente a la familia de los loros. Esta subespecie habita en selvas, bosques húmedos, y palmerales del sur de América Central y el norte de América del Sur.  

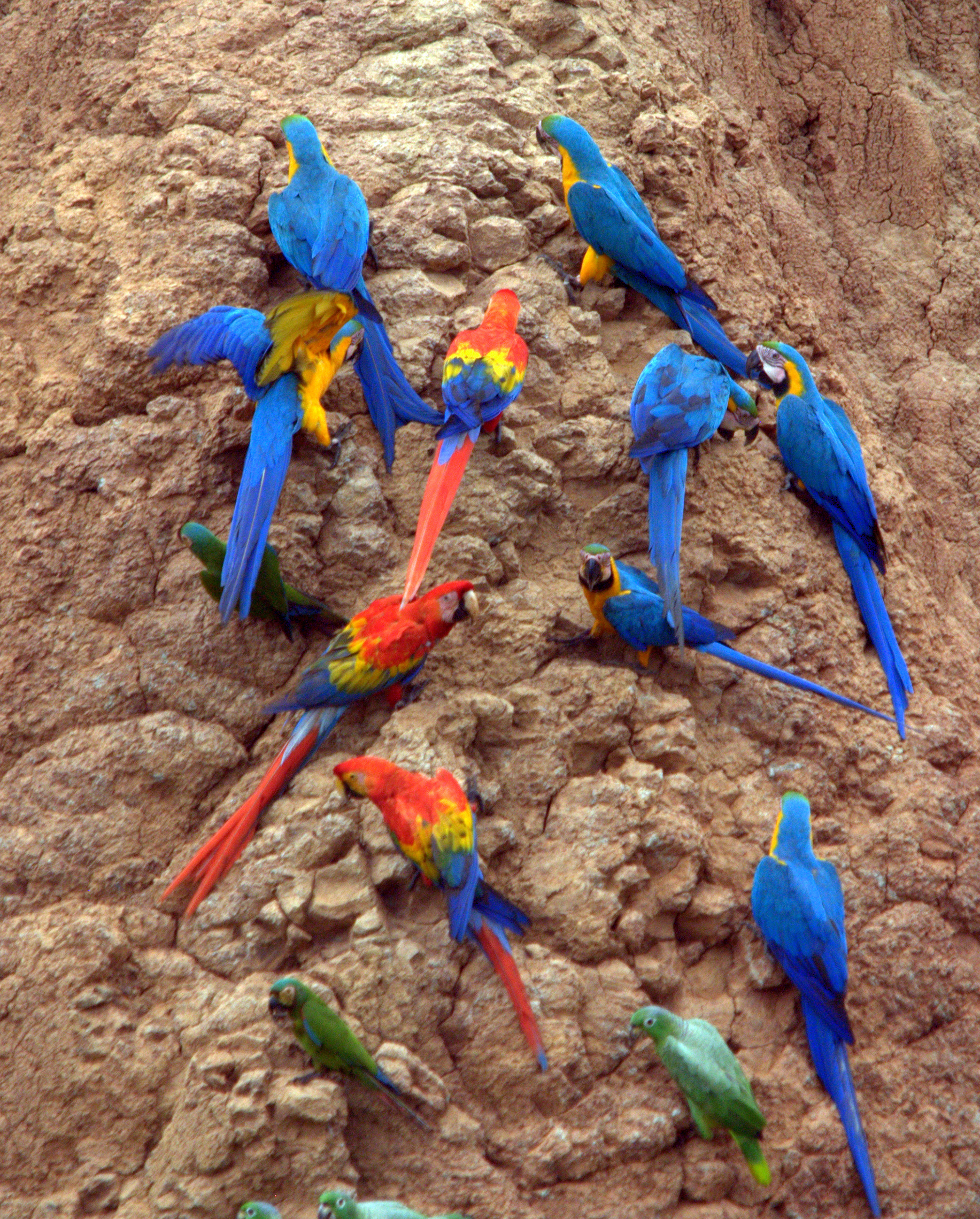
3 ejemplares de Ara macao macao, junto a otros Psittacidae, en su hábitat natural, alimentándose de arcillas de un barranco de la reserva nacional Tambopata, Perú.

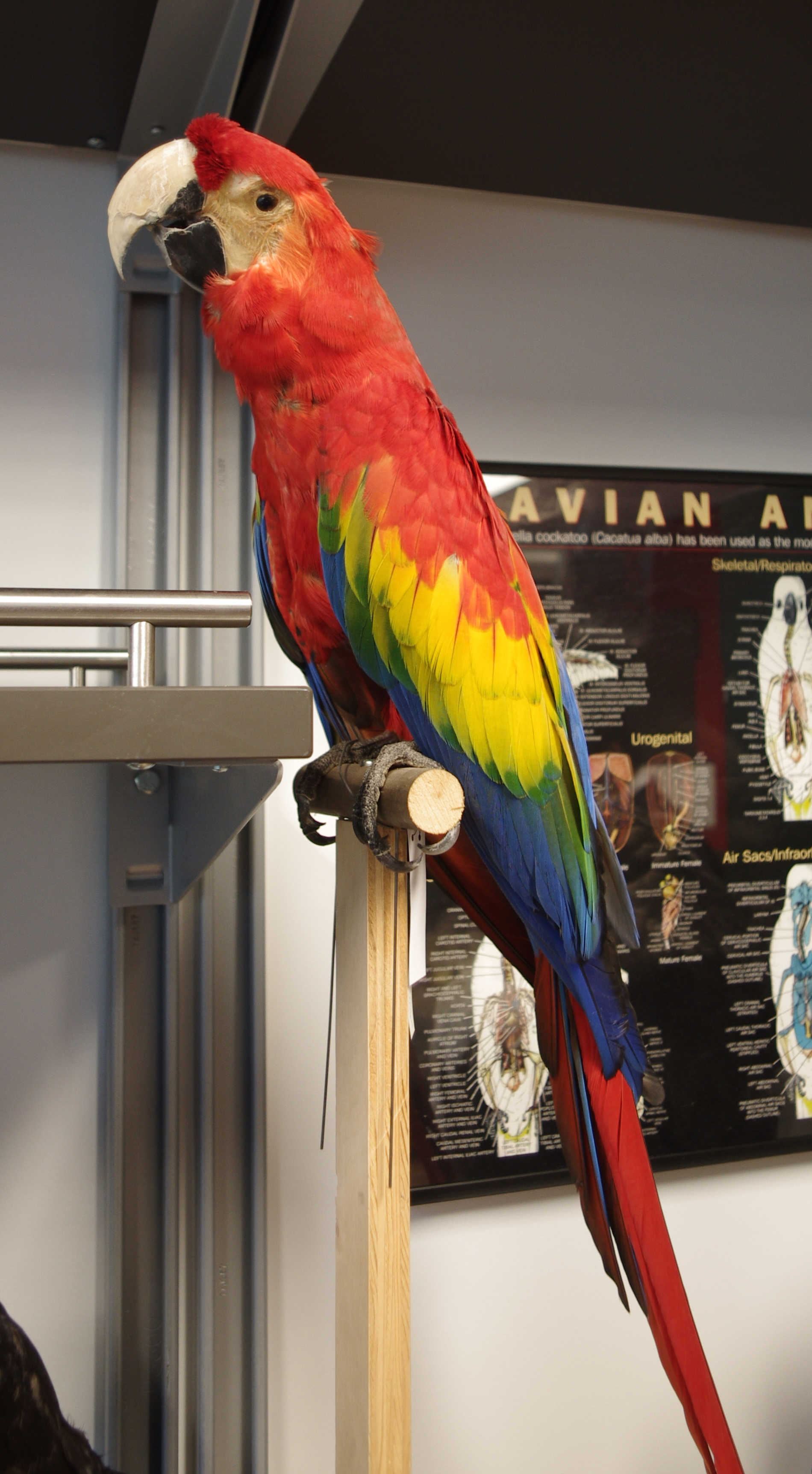
Ara macao macao disecado.

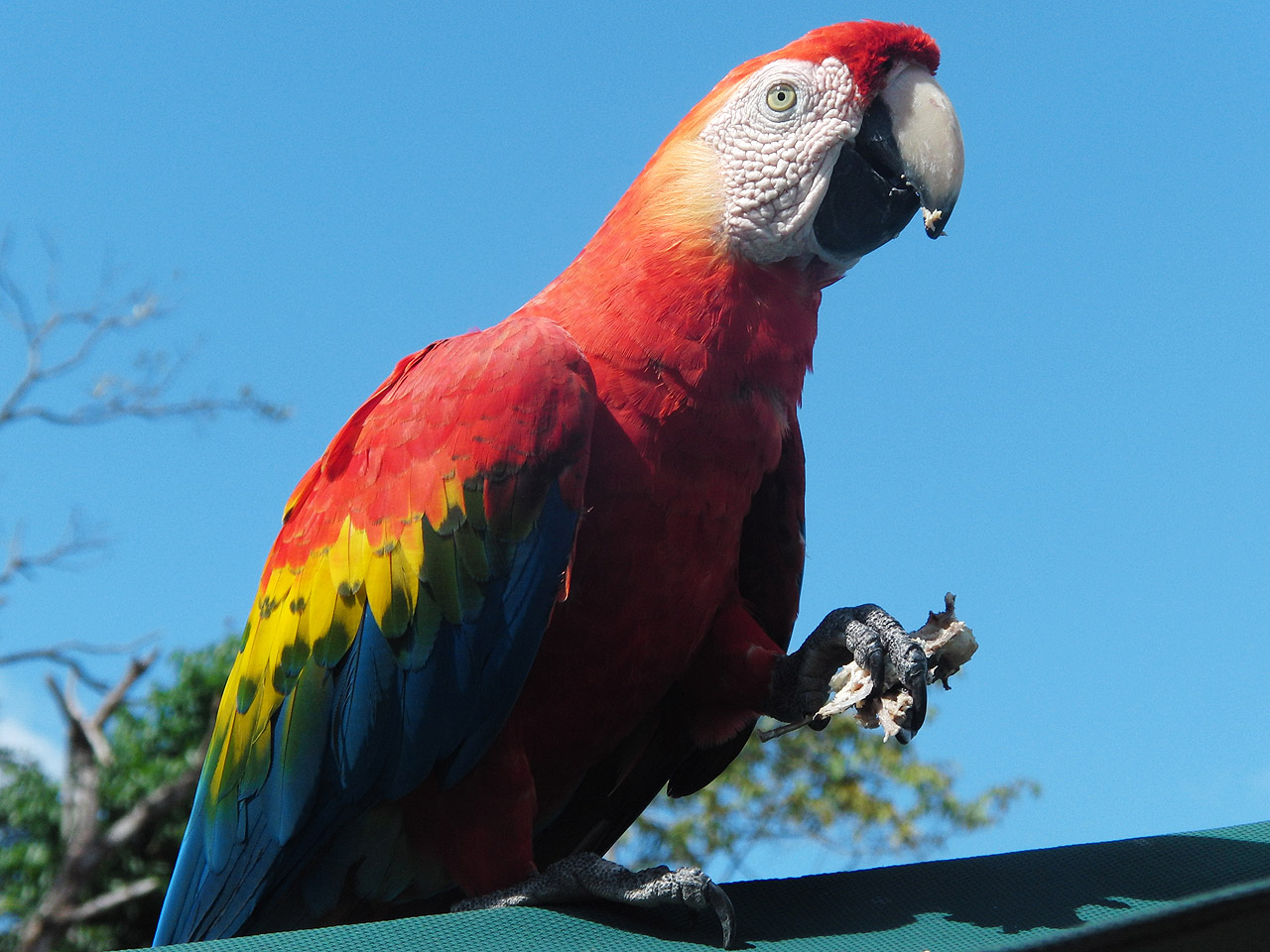
Ara macao macao cerca del parque nacional Canaima, Venezuela.

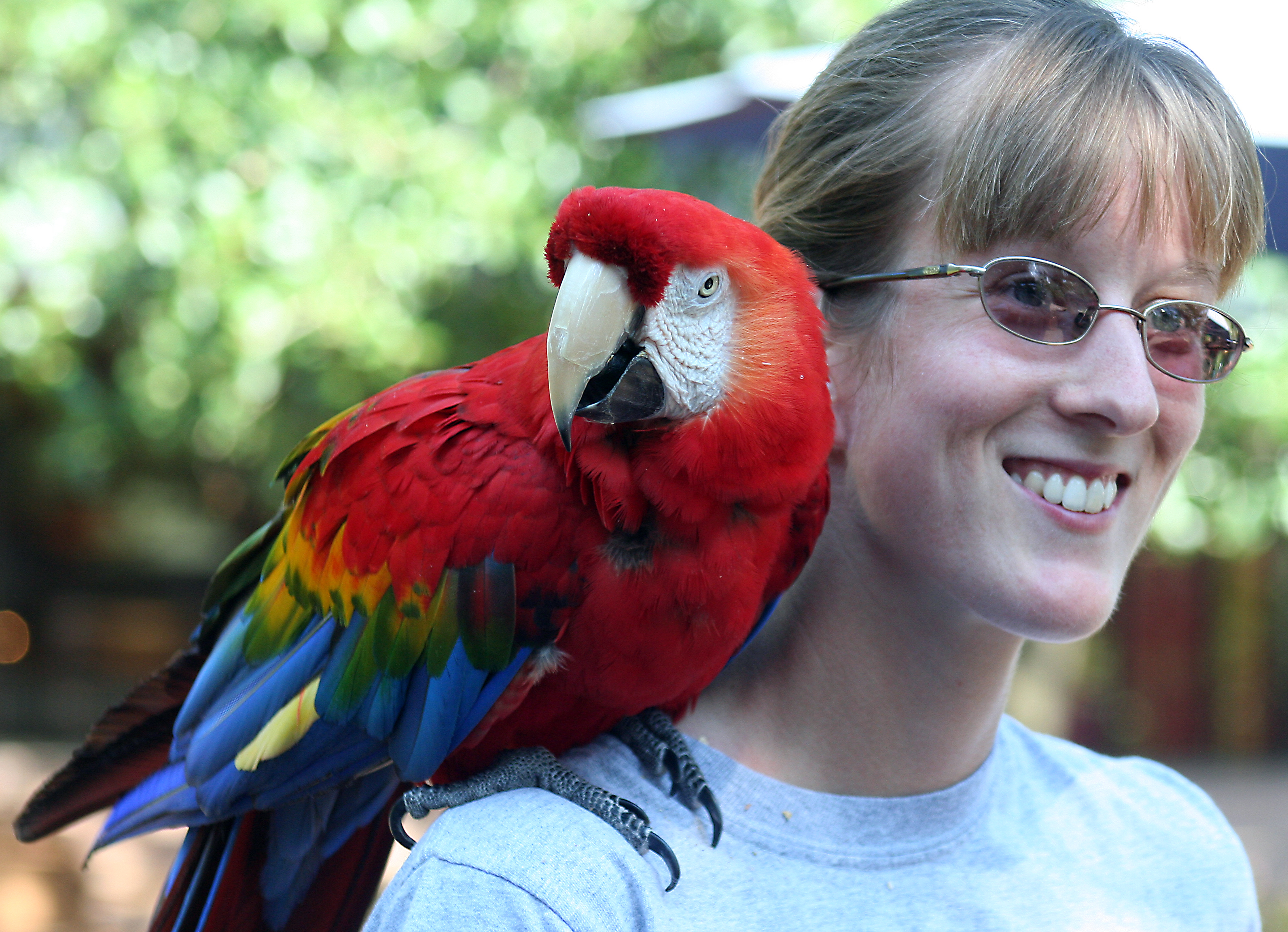
Ara macao macao

## Diferencias entre ambas subespecies
Ambas subespecies pueden reconocerse por el tamaño y un detalle en el color de las plumas en sus alas.
- Ara macao macao posee menor tamaño, y en las alas las plumas cobertoras medianas y secundarias poseen punta verde.
- Ara macao cyanoptera posee mayor tamaño, y en las alas las plumas cobertoras medianas y secundarias poseen punta azul.

## Distribución y hábitat
Se extiende desde Panamá en la península de Azuero y la isla Coiba, y con poblaciones dispersas en el norte de América del Sur al este de los Andes, desde el valle del Río Magdalena en Colombia hasta Venezuela, Guayana Francesa, Guyana, Surinam, Trinidad y Tobago, el este de Ecuador, el este del Perú, el Brasil amazónico hasta el norte de Mato Grosso, y el centro de Bolivia. No cuenta con registros provenientes ni de la Argentina ni del Paraguay.
Habitan en diversos tipos de bosques tropicales, sabanas, palmerales, y pluviselvas de tierras bajas o de laderas serranas.

## Costumbres
Viven normalmente en parejas o conjuntos familiares de 3 a 4 ejemplares, aunque pueden llegar a formar colonias de entre 25 y 50 individuos. 
Forman pareja de por vida. En el Perú se reproduce desde noviembre hasta abril; en Brasil lo hace desde octubre a marzo. Aprovechan las cavidades hechas por los pájaros carpinteros (familia Picidae) u otros huecos formados naturalmente en árboles de madera suave, para allí establecer sus nidos, a una altura del suelo que puede ir de los 7 hasta los 30 cm. La hembra pone 1 o 2 huevos blancos, que empolla por 24 o 25 días. Ambos padres crían a los polluelos durante 105 días. Al año de edad las crías se separan de sus padres.
Pueden ser observados alimentándose en árboles altos y caducifolios de bosques de tierras bajas o cerca de los arroyos; lo hacen de semillas, frutas, nueces, flores y néctar. Debido a sus necesidades alimenticias, realizan constantes desplazamientos entre los territorios cercanos en busca de comida. Mientras lo hacen, se mantienen en constante contacto mediante potentes vocalizaciones, las que son audibles a largas distancias.

## Relación con el hombre
Es popular como ave doméstica por su comportamiento sociable y porque aprende a imitar palabras, además de por su colorido plumaje.  

## Conservación
La destrucción de su hábitat y su captura para el comercio han contribuido a la disminución de sus poblaciones, habiendo desaparecido de algunas áreas de su distribución original.
Dado que tiene un rango de distribución amplio, y que su población, si bien está reduciéndose, no lo hace lo suficientemente rápido como para considerarla en estado vulnerable, la Lista Roja de especies amenazadas de la UICN la lista (a la especie) como de «preocupación menor»; también aparece en el Apéndice l del Convenio sobre el Comercio Internacional de Especies Amenazadas de Fauna y Flora Silvestre (CITES). Está protegida por diversas leyes y decretos en países como Costa Rica, donde era común tanto en la región del Pácífico como en la del Caribe pero casi no existe en la cuenca del Caribe y sus principales poblaciones persisten en los parques nacionales Corcovado y Carara, así como en el Área de Conservación Guanacaste.